# Neustadt Automobile & Supply Company
Die Neustadt Automobile & Supply Company, vorher Neustadt-Perry Company, war ein US-amerikanischer Hersteller von Automobilen.

## Unternehmensgeschichte
J. H. Neustadt und ein Herr Perry gründeten 1901 die Neustadt-Perry Company in St. Louis in Missouri. Sie begannen mit der Produktion von Teilen für die Automobilindustrie. Insbesondere stellten sie Kit Cars her und dazu einige fertige Automobile. 1904 schied Perry aus, woraufhin Neustadt das Unternehmen in Neustadt Automobile & Supply Company umbenannte. Der überwiegend verwendete Markenname wechselte 1904 von Neustadt-Perry auf Neustadt. Außerdem wurden Fahrzeuge als Berkeley, Bluff Climber, Genevieve, JHN, Princess und Traveler vertrieben. 1908 endete die Fahrzeugproduktion zunächst. Von 1911 bis 1914 fertigte Neustadt Nutzfahrzeuge in Komplettform. 1915 entstanden noch drei Personenkraftwagen im Kundenauftrag.

## Fahrzeuge

### Markenname Neustadt-Perry

Neustadt-Perry von 1902

Dieser Markenname wurde von 1901 bis 1904 verwendet. Neben Fahrzeugen mit Ottomotor gab es bis 1903 auch Dampfwagen.

### Markenname Neustadt
Eine große Vielfalt zeichnete das Sortiment aus. Zur Wahl standen Ein-, Zwei- und Vierzylindermotoren, Luft- und Wasserkühlung, Planeten- und Friktionsgetriebe sowie Kraftübertragung über eine oder zwei Ketten. Kardanantrieb wird nicht explizit genannt.
Von 1911 bis 1914 gab es Lastkraftwagen.
1915 entstanden drei Fahrzeuge mit Allradantrieb für H. M. Boyd.

### Markenname Bluff Climber
Diesen Dampfwagen gab es von 1901 bis 1902.

### Markenname Genevieve
Dies war eine Fahrzeugmarke von 1903.

### Markenname JHN
Dieser Name wurde nur 1903 benutzt und war von den Initialen von Neustadt abgeleitet. Die Fahrzeugfront ähnelte den Fahrzeugen von Renault. Die hinteren Sitze konnten entfernt werden.

### Markenname Berkeley
Diese Marke gab es von 1903 bis 1904. Eine Abbildung zeigt einen Tonneau.

### Markenname Princess
Das einzige Vermarktungsjahr war 1904. Die Karosserieform war ein Runabout.

### Markenname Traveler
Diese Marke wurde nur für eine kurze Zeit nach der Umbenennung verwendet. Das deutet auf 1905 hin.
Weitere US-amerikanische Automobilhersteller mit diesem Markennamen waren Bellefontaine Automobile Company (1907–1908), Traveler Automobile Company (1910–1911), Traveler Motor Car Company (1913–1914) und Taxicab Manufacturing Company (1924–1925).